# 哈菲斯·穆罕默德·萨伊德
哈菲斯·穆罕默德·萨伊德（1948年6月5日—）是南亚恐怖组织虔诚军头目， 1991年，哈菲斯·穆罕默德·萨伊德在阿富汗的库纳尔省成立了虔诚军。他是被印度、美國通緝的恐怖分子之一。当时他本人否认与虔诚军有联系。
有印度學者指薩伊德與巴基斯坦三軍情報局關係密切。2012年，美國懸賞1000萬美元通緝薩伊德。2017年11月，巴基斯坦法院再次下令釋放薩伊德，引起美國批評。
美国和联合国已宣布薩伊德的「达瓦慈善会」为恐怖组织，称其是「虔诚军」的门面组织。
2020年2月，巴基斯坦法院判薩伊德資助恐怖活動罪成，判處11年有期徒刑。2022年，刑期被進一步延長至31年。